# Ксантореєві
Ксантореєві(Xanthorrhoeaceae Dumort., 1829) — родина однодольних рослин порядку холодкоцвіті (Asparagales). За системою APG IV родина понижена до рівня підродини у межах родини асфоделових (Asphodelaceae).

## Систематика

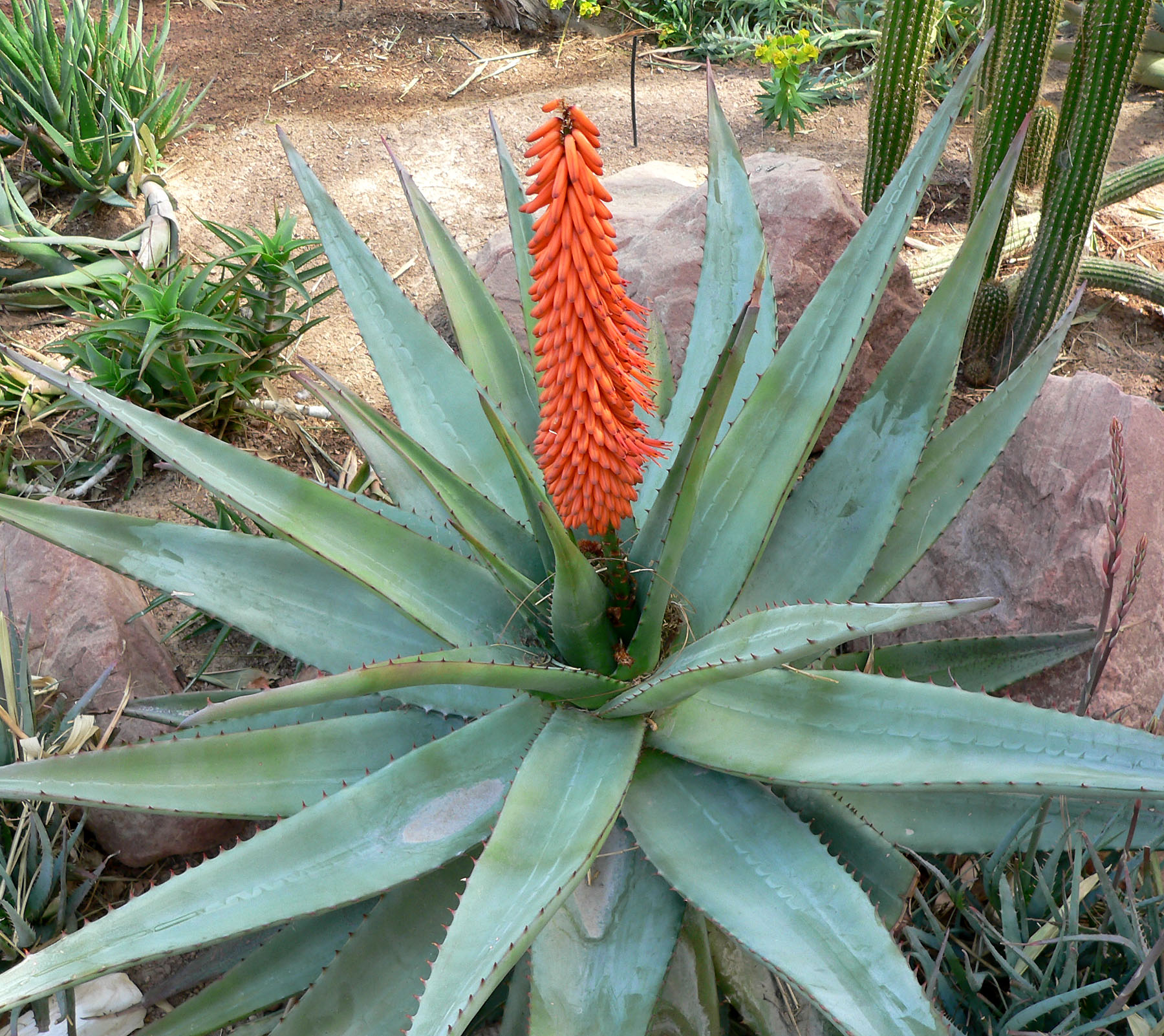
Алое (Aloe ferox)

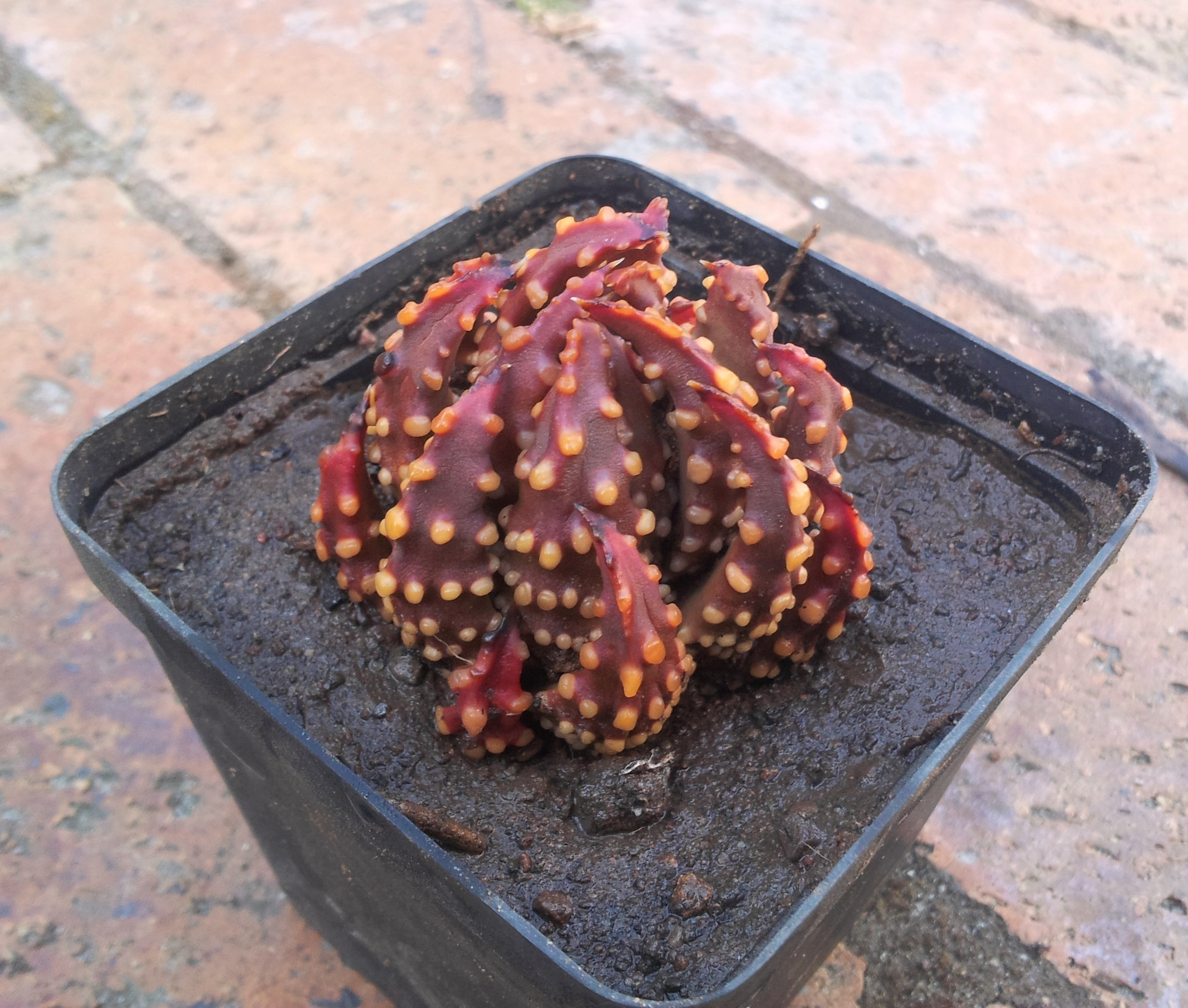
Гавортія (Haworthia maxima)

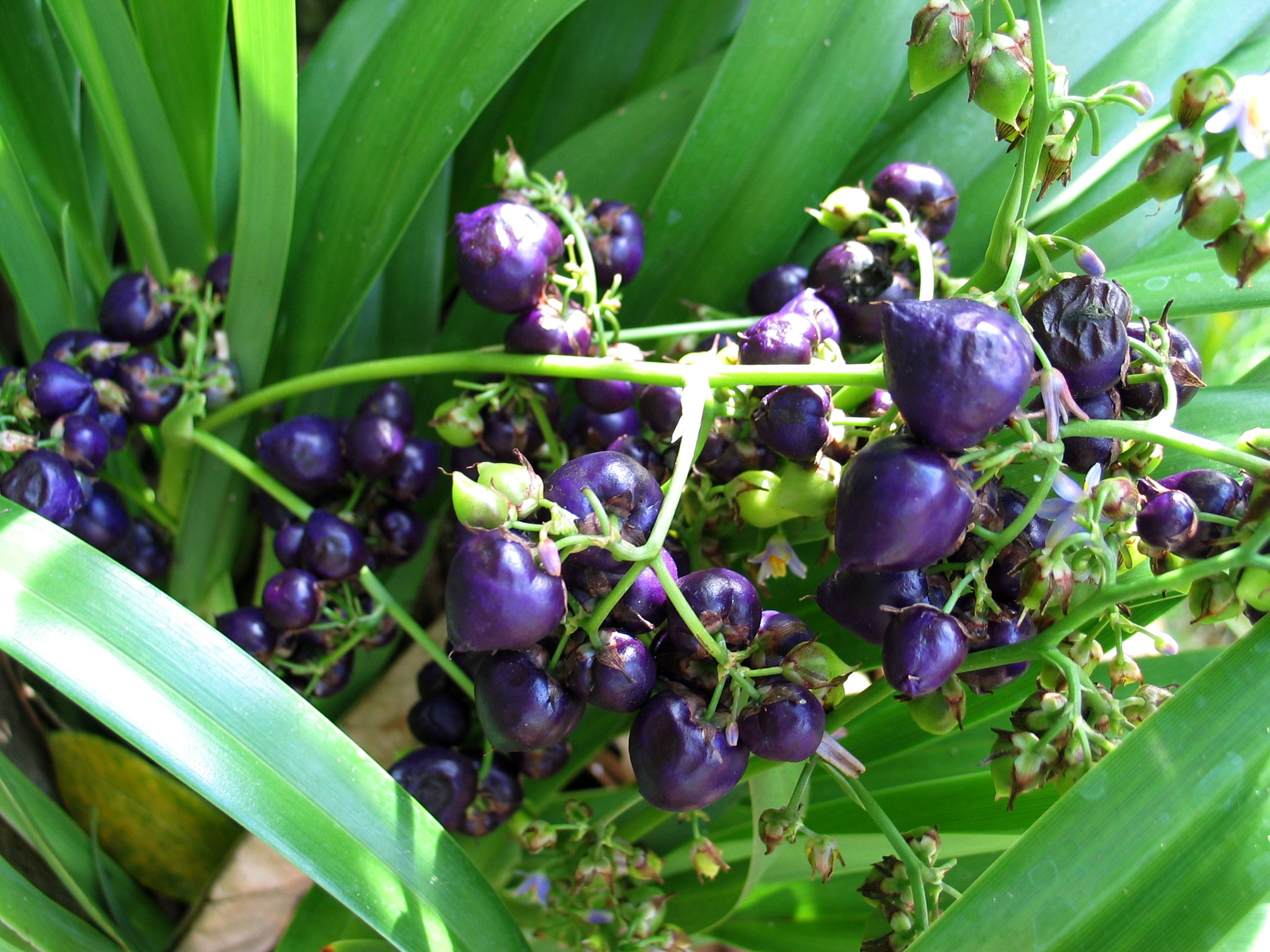
Діанела (Dianella sandwicensis)

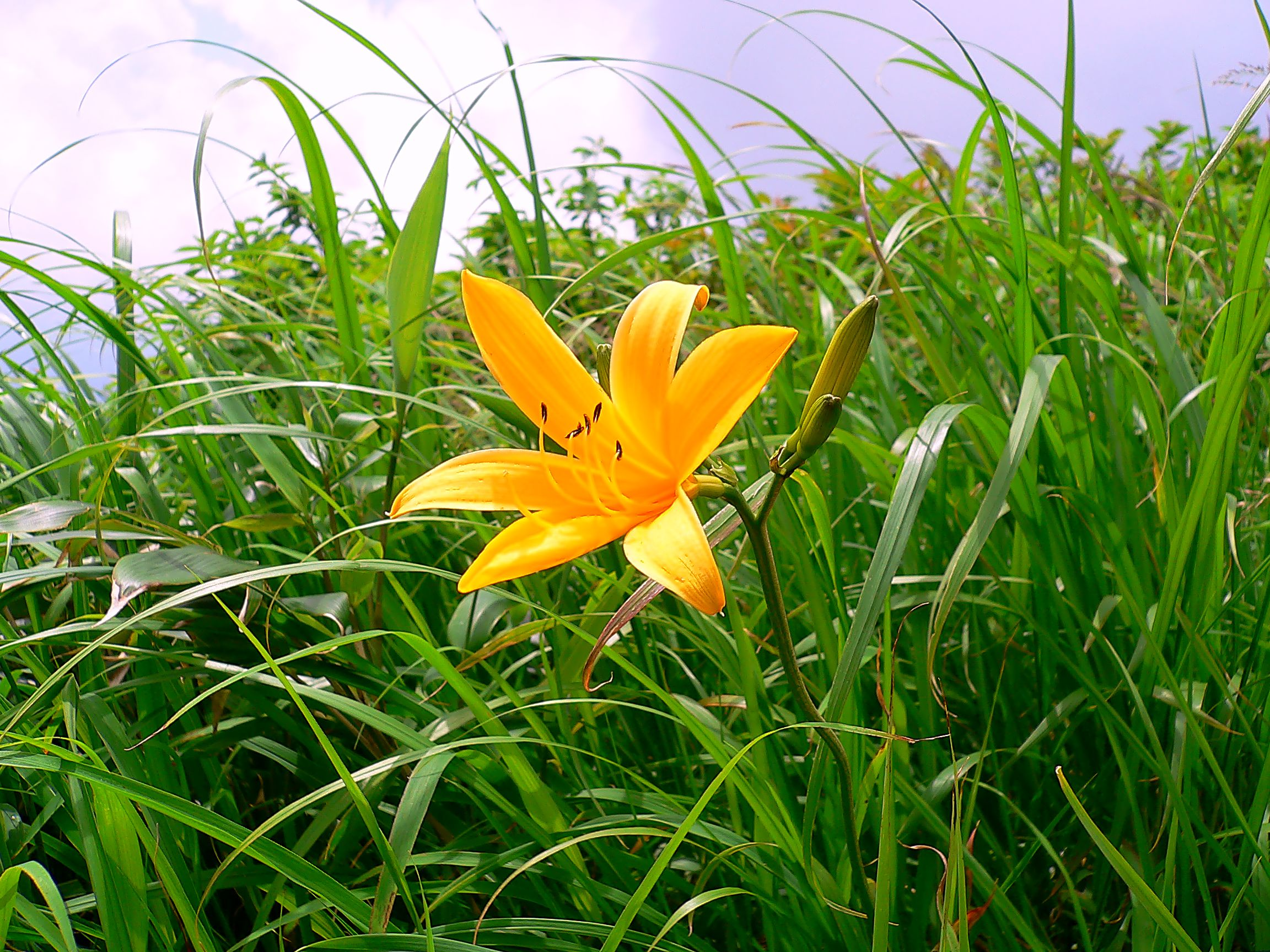
Лілійник (Hemerocallis esculenta)

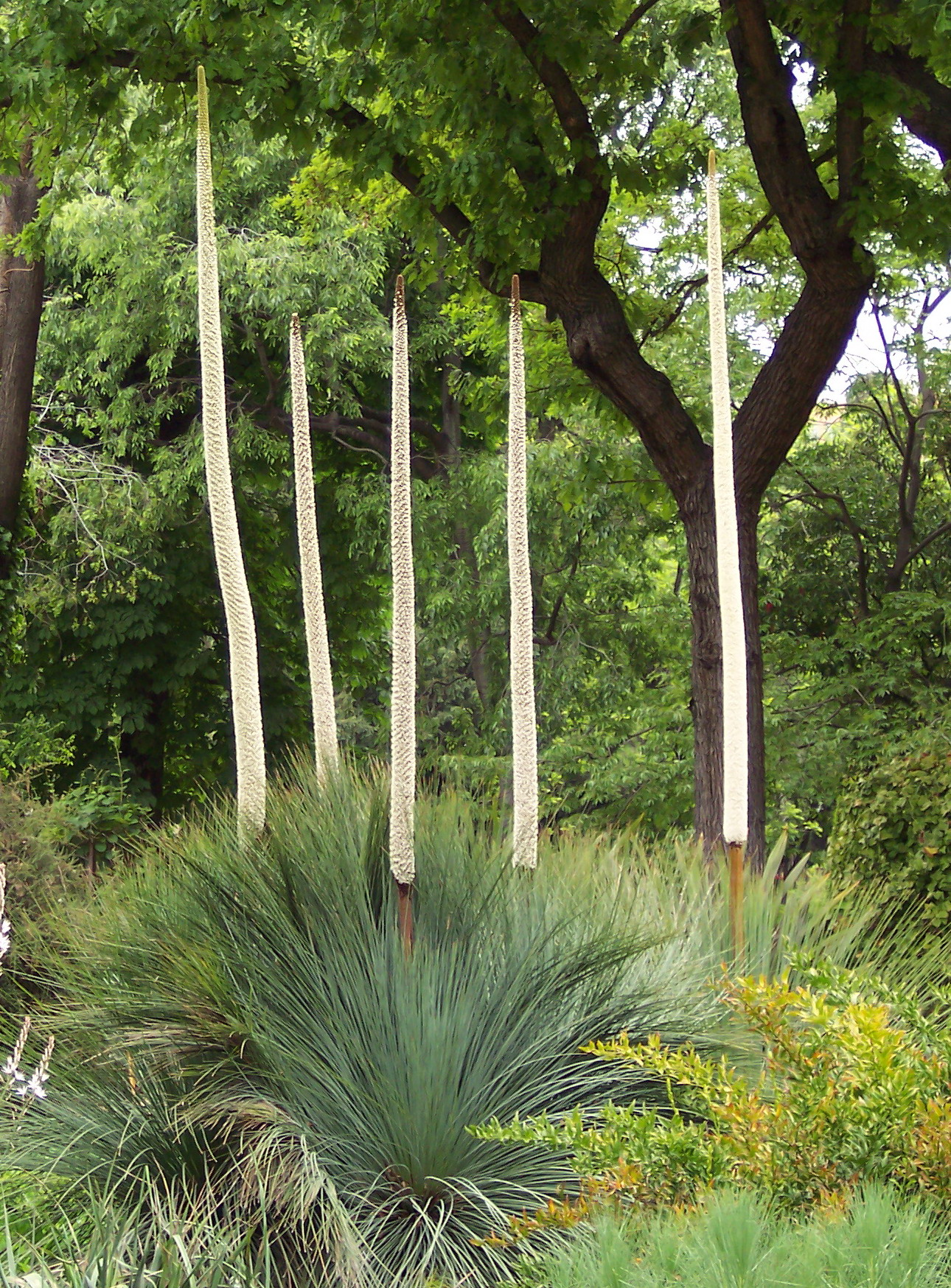
Ксанторея (Xanthorrhoea quadrangulata)

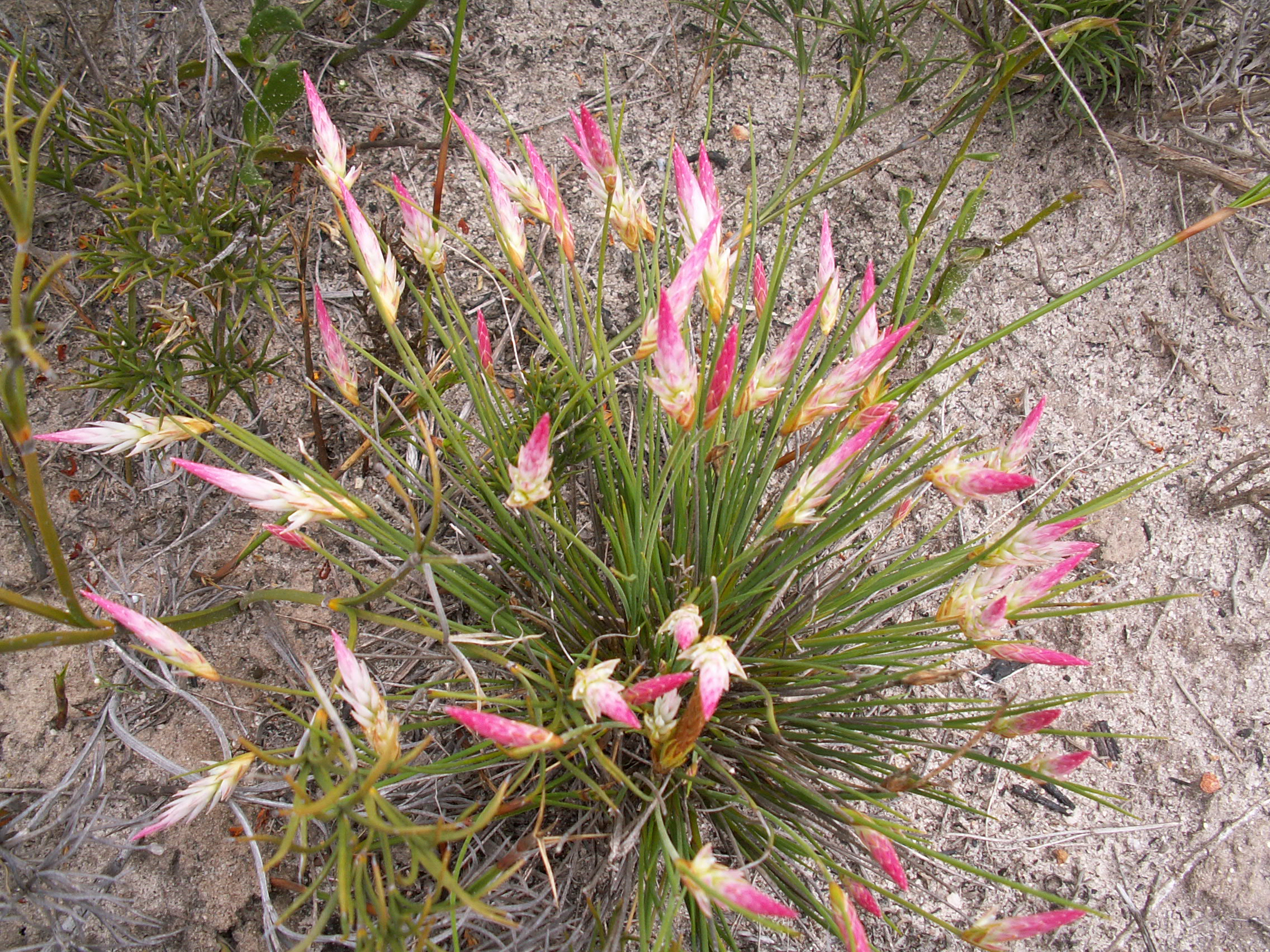
Джонсонія (Johnsonia pubescens)

Ксантореєві поділяються на три підродини, що містять за різними джерелами 34-38 родів.

### Список підродин і родів[3]
- Підродина Asphodeloideae (Асфоделові):
  - Aloe L.
  - xAlworthia G.D.Rowley (= Aloe × Haworthia)[4]
  - Asphodeline Rchb.
  - Asphodelus L.
  - Astroloba Uitewaal
  - × Astroworthia G.D.Rowley (= Astroloba × Haworthia)[5]
  - Bulbine Wolf
  - Bulbinella Kunth
  - Chortolirion A.Berger
  - Eremurus M.Bieb.
  - ×Gasteraloe Guillaumin (= Gasteria × Aloe)[4]
  - Gasteria Duval
  - Haworthia Duval
  - Jodrellia Baijnath
  - Kniphofia Moench
  - Lomatophyllum Willd.[4]
  - Poellnitzia Uitewaal[4]
  - Trachyandra Kunth
- Підродина Hemerocallidoideae (Лілійникові):
  - Agrostocrinum F.Muell.
  - Arnocrinum Endl. & Lehm.
  - Caesia R.Br.
  - Corynotheca F.Muell. ex Benth.
  - Dianella Lam. ex Juss.
  - Eccremis Willd. ex Baker
  - Geitonoplesium A.Cunn. ex R.Br.
  - Hemerocallis L.
  - Hensmania W.Fitzg.
  - Herpolirion Hook.f.
  - Hodgsoniola F.Muell.
  - Johnsonia R.Br.
  - Pasithea D.Don
  - Phormium J.R.Forst. & G.Forst.
  - Rhuacophila Blume[4]
  - Simethis Kunth
  - Stawellia F.Muell.
  - Stypandra R.Br.
  - Thelionema R.J.F.Hend.
  - Tricoryne R.Br.
- Підродина Xanthorrhoeoideae (Ксантореєві):
  - Xanthorrhoea Sm.

## Історія
Хоча родина ксантореєвих була описана бельгійським ботаніком Бартелемі Дюмортьє ще в 1829 році, протягом довгого часу списки родів, що до неї включались, суттєво різнились. Наприклад, згідно систематики, наведеної Арменом Тахтаджяном у книзі «Жизнь растений» 1974 року, до ксантореєвих входило 9 родів:
1. Acanthocarpus Lehm.
2. Baxteria R.Br.
3. Calectasia R.Br.
4. Chamaexeros Benth.
5. Dasypogon R.Br.
6. Kingia R.Br.
7. Lomandra Labill.
8. Romnalda P.F.Stevens
9. Xanthorrhoea Sm.

Потім 8 з них були виключені з родини. Чотири Acanthocarpus, Chamaexeros, Lomandra і Romnalda увійшли до підродини Lomandroideae родини Asparagaceae (Холодкові) і чотири Baxteria, Calectasia, Dasypogon і Kingia були виділені в окрему родину Dasypogonaceae. До 2009 року, коли була опублікована класифікація APG III, в родині Xanthorrhoeaceae лишався тільки один її типовий рід Xanthorrhoea. Згідно нової класифікації, до ксантореєвих були приєднані підродини Asphodeloideae (Асфоделові) і Hemerocallidoideae (Лілійникові), що до того мали статус родин.

## Біологічна характеристика
Роди ксантореєвих дуже різноманітні як щодо життєвої форми, так і за будовою квіток. Квіти, як правило, розміщуються на голих квітконосах, що утворюються з прикореневої розетки листя. Асфоделові — багаторічні трави, чагарники, чагарнички, іноді дерева. Багато родів цієї підродини є сукулентами. Лілійникові — багаторічні трав'янисті рослини з підземним кореневищем. Ксанторея належить до рідкісної життєвої форми — трав'яні дерева.
Спільним для всіх ксантореєвих є ксероморфна будова їх вегетативних органів і особливо листків, завжди дуже вузьких (рідко досягають 10-12 мм завширшки) і жорстких, з потужними тяжами склеренхімів, а також з порівняно товстостінними клітинами багатьох інших тканин, в тому числі навіть клітин палісадної паренхіми. Наявність антрахінонів в органах ксантореєвих є також об'єднуючою біохімічною характеристикою.

## Поширення
Роди з підродини Asphodeloideae поширені переважно у Старому Світі, зустрічаються в Австралії та Новій Зеландії, але основна частина родів зосереджена у Південній Африці. Зустрічаються в природних умовах і на території України.
Більша частина рослин підродини Hemerocallidoideae родом з тропічних і помірних районів Євразії та Австралії. Вони також зустрічаються в Новій Зеландії, на багатьох островах Тихого океану, західній частині Південної Америки. Рід Caesia є корінним в Південній Африці, а також Австралії.
Рослини підродини Xanthorrhoeoideae, що містить один деревний рід — ксанторея, мешкають в Австралії.

## Використання
Деревина деревовидних видів цієї родини служить будівельним матеріалом і йде на різні вироби. Смолу, що місцеве населення виділяє з ксанторей, використовують для виготовлення лаку, але не дуже високої якості. Особливо відома в цьому відношенні жовта смола ксантореї смолистої. Вона має гострий смак і горить з приємним бензойним запахом. У меншій кількості використовують коричневу або червону смолу інших ксанторей. Смолу їх застосовують також у вигляді клею. У аборигенів Австралії ніжки суцвіть ксанторей йшли на виготовлення списів, наконечники до яких приклеювали цією смолою.
Рослини з підродинн Asphodeloideae і Hemerocallidoideae широко використовують в народній медицині. Особливо відомим в цьому відношенні є рід Алое, зокрема Aloe vera, який використовують також у косметиці. Багато видів підродин асфоделових і лілійникових мають також декоративне значення і вирощуються як кімнатні або садові рослини. Зокрема, широкої популярності набув рід Лілійник, для якого виведено багато сортів і гібридів.